# 6 Lyncis
6 Lyncis – gwiazda w gwiazdozbiorze Rysia. Jest to podolbrzym, słabo widoczny gołym okiem na niebie. Znajduje się około 182 lata świetlne od Ziemi. Okrąża go planeta pozasłoneczna o oznaczeniu 6 Lyncis b.

## Charakterystyka
6 Lyncis jest pomarańczowym podolbrzymem, reprezentuje wczesny typ widmowy K. Ma jasność 15 razy większą niż jasność Słońca. Wokół gwiazdy krąży planeta, gazowy olbrzym 6 Lyncis b, o masie minimalnej 2,4 razy większej niż Jowisz.